# ترویل، باکینگهام‌شر
ترویل (به انگلیسی: Turville) یک روستا و محله مدنی در بریتانیا است که در ویکام واقع شده‌است. ترویل ۳۴۰ نفر جمعیت دارد.